# Hans Peter Dreitzel
Hans Peter Dreitzel (* 3. Januar 1935 in Berlin; † 11. November 2022 in Hohenpeißenberg) war ein deutscher Soziologe und Gestalttherapeut.

## Leben
Dreitzel begann seine wissenschaftliche Laufbahn 1961 mit seiner Promotion (Auszeichnung als beste Dissertation des Jahres 1961 an der Philosophischen Fakultät der Universität Göttingen) bei Helmuth Plessner und war anschließend als Wissenschaftlicher Assistent am Lehrstuhl von Hans Paul Bahrdt. Nach seiner Habilitation 1967 an der Göttinger Universität mit einer Arbeit zum Soziologischen Rollenbegriff wurde er als Assistant Professor an die New School for Social Research in New York berufen, wo er Europäische Soziologie und Soziologische Theorie unterrichtete. 1970 erfolgte die Berufung auf einen Lehrstuhl für Politische Wissenschaften und Soziologie an der Freien Universität Berlin, wo er bis zu seiner Emeritierung im Jahr 2000 am Institut für Soziologie arbeitete.
In seiner wissenschaftlichen Biographie vollzog er eine Entwicklung von der Politischen Soziologie (Dissertation „Elitebegriff und Sozialstruktur“) über die Untersuchung des Schnittpunkts zwischen Gesellschaft und Individuum (Habilitationsschrift „Die gesellschaftlichen Leiden und das Leiden an der Gesellschaft – Vorstudien zu einer Pathologie des Rollenverhaltens“) und zu sozialpsychologisch-kultursoziologischen („Reflexive Sinnlichkeit“) und psychotherapeutischen („Gestalt und Prozess – eine psychotherapeutische Diagnostik“) Themen. Zunehmend im Vordergrund seiner Forschungen stand die Soziologie des Körpers und der Emotionen.
Dreitzel absolvierte in den 1970er Jahren eine Ausbildung als Gestalt-Psychotherapeut in Berlin und New York und arbeitete dann als Therapeut, Supervisor und Ausbilder von Gestalttherapeuten.

## Schriften (Auswahl)
- Elitebegriff und Sozialstruktur. Eine soziologische Begriffsanalyse, Enke, Stuttgart 1962
- Die gesellschaftlichen Leiden und das Leiden an der Gesellschaft. Vorstudien zu einer Pathologie des Rollenverhaltens, Enke, Stuttgart 1968
- Die Einsamkeit als soziologisches Problem, Die Arche, Zürich 1970
- Ungewollte Selbstzerstörung – Reflexionen über den Umgang mit katastrophalen Entwicklungen, (mit Horst Stenger) 1990
- Für ein Menschenrecht auf freien Gebrauch von Drogen. 28 Thesen wider die Ideologisierung unseres Diskurses zum Drogenkonsum, 1997
- Reflexive Sinnlichkeit. Mensch – Umwelt – Gestalttherapie, EHP, Köln 1992
  - Emotionales Gewahrsein. Psychologische und gesellschaftliche Perspektiven der Gestalttherapie, dtv, München 1998 (Taschenbuchausgabe von Reflexive Sinnlichkeit)
  - Reflexive Sinnlichkeit I. Emotionales Gewahrsein. Die Mensch-Umwelt-Beziehung aus gestalttherapeutischer Sicht, Neue, korrigierte Ausgabe, EHP, Bergisch Gladbach 2007
- Reflexive Sinnlichkeit II. Gestalt und Prozess – Eine psychotherapeutische Diagnostik oder: Der gesunde Mensch hat wenig Charakter, EHP, Bergisch Gladbach 2004
- Reflexive Sinnlichkeit III. Lebenskunst und Lebenslust – Entwicklung und Reifung aus gestalttherapeutischer und integraler Sicht, EHP Bergisch Gladbach  2014